# Benjamin Samuel Williams

Benjamin Samuel Williams

Benjamin Samuel Williams (* 2. März 1824 in Hoddesdon, Hertfordshire; † 24. Juni 1890 in Holloway (London)) war ein englischer Handelsgärtner. Sein offizielles botanisches Autorenkürzel lautet „B.S.Williams“.

## Leben
Benjamin Samuel Williams wurde am 2. März 1824 als vierter Sohn von James Williams geboren, der als Gärtner bei John Warner in The Woodlands arbeitete. Im Alter von 14 Jahren verließ Williams die Schule und begann, unterwiesen durch seinen Vater, als Gärtner zu arbeiten. Mit 17 Jahren verließ er den Garten in Hoddesdon, um in einer anderen Position sechs Jahre lang zu arbeiten. Während dieser Zeit beschäftigte er sich mit Veilchen (Viola) und Hahnenfuß (Ranunculus). Danach arbeitete er kurz bei der Gärtnerei von Adam Paul & Son in Chestnut. Darauf kehrte er zu The Woodlands zurück, wo er Vorarbeiter für die Obst- und Gemüsegärten unter seinem Vater wurde. John Warner erkannte seine Fähigkeiten und ernannte ihn zum Orchideenzüchter für die ausgedehnte Orchideenkollektion auf seinem Grund. Williams erarbeitete sich bald den Ruf, einer der besten und erfolgreichsten Orchideenzüchter seiner Generation zu sein. Er arbeitete noch einige weitere Jahre bei John Warner und erhielt mindestens einmal einen ersten Preis für seine Orchideen bei Schau-Wettbewerben in London.
Von 1856 bis 1861 arbeitete er als Gärtner bei Robert Parker in Holloway in der Seven Sisters Road. Danach wandte er sich geschäftlich nach Upper Holloway; der Betrieb Victoria and Paradise Nurseries genoss weltweiten Ruf für seine Pflanzen und Samen. Williams nahm weiterhin mit seinen Orchideen intensiv an Ausstellungen in London, Manchester, in Kontinentaleuropa und in den Vereinigten Staaten teil und gewann zahlreiche Auszeichnungen.
Auf die Anregung von John Lindley hin betätigte sich Williams 1851 erstmals als Autor; er schrieb eine Reihe von Artikeln für den Gardeners’ Chronicle mit dem Titel Orchids for the Millions. Diese Artikelreihe über die Kultivierung von Orchideen bildete den Grundstoff für sein Werk The Orchid Growers’ Manual, das in sieben Auflagen bis 1894 erschien. Sein zweibändiges Werk Choice Stove and Greenhouse Plants über Blüten- und Blattschmuck-Pflanzen erschien in drei Auflagen. Auch das Werk Select Ferns and Lycopods wurde populär. Für das 1862 begonnene Werk Orchidaceous Plants von Robert Warner schrieb er die Bemerkungen zur Kultur der jeweiligen Pflanzen. 1881 unterstützte er Robert Warner nochmals, diesmal bei der Herausgabe der monatlich erscheinenden illustrierten Zeitschrift The Orchid Album, die sehr bekannt wurde.
Die aufkeimende Begeisterung für Orchideen in breiteren Schichten der Bevölkerung ist zu einem guten Teil Williams zu verdanken. Er war ein begeisterter Unterstützer von Bewegungen, die die Gartenkultur förderten. Über vierzig Jahre lang unterstützte er die Gardeners’ Royal Benevolent Institution. Er arbeitete im Floral Committee der Royal Horticultural Society wie auch im Komitee zur Ausrichtung der International Horticultural Exhibition im Jahr 1866.
Ab 1888 litt Williams an einer sich stetig verschlechternden schmerzhaften Krankheit. Kurz nach dem Tod seiner Frau verstarb er am 24. Juni 1890.

## Werke
- The Orchid-grower’s manual. 7. Auflage. 1894 (Erstausgabe:  1852).
- zusammen mit Robert Warner: Select orchidaceous plants … (1862–1891).
- Select Ferns and Lycopods: British and exotic. 1868.